# Dermestoides
Dermestoides är ett släkte av skalbaggar som beskrevs av Constant Vincent Houlbert och Bétis 1905. Dermestoides ingår i familjen brokbaggar.
Släktet innehåller bara arten Dermestoides sanguinicollis.